# Čolek horský
Čolek horský (Ichthyosaura alpestris) je středně velký ocasatý obojživelník. Podobně jako u jiných čolků je poměrně velký vzhledový rozdíl mezi vodní (období rozmnožování) a suchozemskou formou. U čolka horského je popsáno mnoho poddruhů.

## Vzhled
Samečkové dosahují velikosti asi 8 cm, samičky až 11 cm. Ocas je ze stran zploštělý. V době suchozemského života mají suchou, sametovou kůži. Hřbetní strana suchozemské formy bývá šedá až černavá, břišní žlutooranžová až ohnivě červená. Samečci ve svatebním šatu (ve vodě v období rozmnožování) jsou pestře zbarveni. Hřbetní strana je šedá, modrošedá či blankytně modrá. Uprostřed hřbetu se nachází asi 2 mm vysoký černě tečkovaný lem. Stejně zbarvený pruh se nachází na bocích. Břišní strana je žlutooranžová až ohnivě červená. Samičky jsou méně nápadné, mají zelenavý, hnědý, či šedý až černý hřbet, často s mramorováním. Břicho mají žluté až červené, vždy bez skvrn (rozlišení od čolka velkého).

## Způsob života
Během období rozmnožování žijí čolci horští ve vodě, jinak žijí většinou skrytě suchozemsky. Přes den jsou schovaní v úkrytech pod kameny, kmeny, v mechu či mezi kořeny. V noci se vydávají na lov – potravu tvoří drobný lezoucí hmyz, larvy hmyzu, pavouci, stínky, svinky, žížaly a plži. Ve vodě loví hmyz a drobné korýše; v časném předjaří mohou být hlavní potravu vajíčka skokana hnědého.
Na podzim (většinou v říjnu) vyhledávají bezmrazé úkryty, kde ve strnulém stavu přečkají zimu.

### Rozmnožování

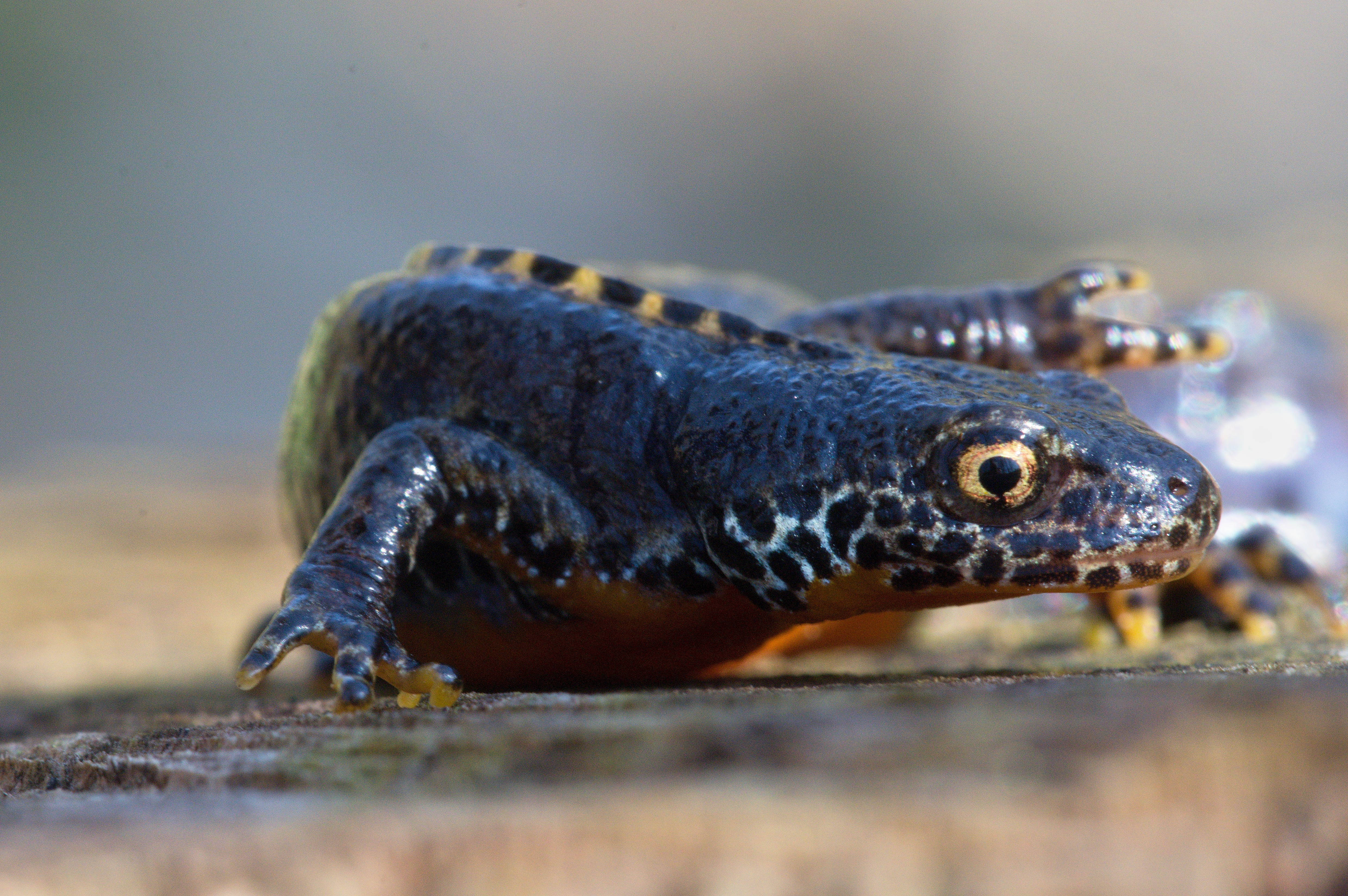
Samec čolka horského u obce Varta (Ústí nad Labem)

Na jaře, po procitnutí ze zimního spánku, se čolci vydávají do vody k rozmnožování. Asi za dva týdny se páří. Sameček se samičce dvoří, mává ocáskem a vypouští vonné látky. Pokud je samička ochotná k páření, sameček vypustí spermatofor. Spermatofor zůstane viset na kloace samičky a pak do ní vnikne. Oplodněná samička klade jednotlivě velké množství vajíček mezi listy vodních rostlin. Přibližně za dva týdny se líhnou larvy dlouhé okolo 8 mm. Vývoj larvy v malého čolka trvá asi 3 měsíce. Pohlavně čolci horští dospívají asi ve stáří tří let. Z Balkánu jsou známy neotenické populace čolků horských.
Podle jiného zdroje sameček samičku pronásleduje a snaží se k ní postavit kolmo, aby jí zabránil v pohybu. Poté ohne ocas, rychle jím kmitá a odkládá spermatofor v podobě bílého chuchvalce, který pak samice nasává do kloaky. Samice klade oplodněná vajíčka po jednom na vodní rostliny, přičemž některé ohýbá zadními končetinami, aby vajíčko chránila. 

## Stanoviště
Jak jméno napovídá, žije hlavně v horách a podhůří, ale vyskytuje se i v nížině. Dává přednost biotopům v blízkosti vod, jako například údolí potoků či listnaté lesy. Rozmnožuje se hlavně v lesních tůních, klidných úsecích potoků nebo v horských jezerech.